# ディック・ターピン
リチャード・"ディック"・ターピン（英: Richard "Dick" Turpin, 1705年9月21日洗礼 - 1739年4月7日）はイギリスのハイウェイマン（馬に乗った追い剥ぎ）。追い剥ぎの罪によりヨークで処刑されたのち、美化されて描かれるようになった。若き日は父親の跡を継ぎ肉屋として働いていたが、1730年代前半、鹿泥棒の一団に加わり、密猟、住居侵入、追い剥ぎ、殺人をはたらいた。愛馬ブラック・ベスに乗りロンドンからヨークまでの200マイル（320km）を一晩で走ったことでも知られているが、これは彼の死後およそ100年経ったヴィクトリア時代に、小説家ウィリアム・ハリソン・エインズワースによって書かれたために有名になった作り話である。
ターピンは主に追い剥ぎとして犯罪に関わり、1735年に仲間たちが逮捕されてからその年の末まで人々の前から姿を消していた。その後、1737年に新たに2人の仲間を引き連れて現れたが、うち一人を彼が誤って撃ち殺したといわれる。ターピンは現場から逃亡したうえ、その後すぐに自分を捕らえようとした男をも殺害した。そしてその年のうちにヨークシャーに移り、ジョン・パルマーと名を偽った。彼が宿屋に滞在していたとき、地元の治安判事が「パルマー」という名前を不審に思い、職業を尋ねた。そこで追い剥ぎとしての容疑をかけられた「パルマー」ことターピンは、ヨーク城に収監されたのち巡回裁判にかけられることとなった。ターピンの身元は、彼が独房で義理の兄に書いた手紙が裁判官のもとに渡ったことで明らかになった。1739年3月22日、ターピンには2件の追い剥ぎ容疑で死刑判決が下され、刑は1739年4月7日に執行された。
ターピンは処刑後に伝説となり、イギリスのバラッドや18世紀から19世紀にかけての大衆劇場、20世紀の映画やテレビにおいて、颯爽と現れる英雄としてロマンティックに語られた。

## 青年期

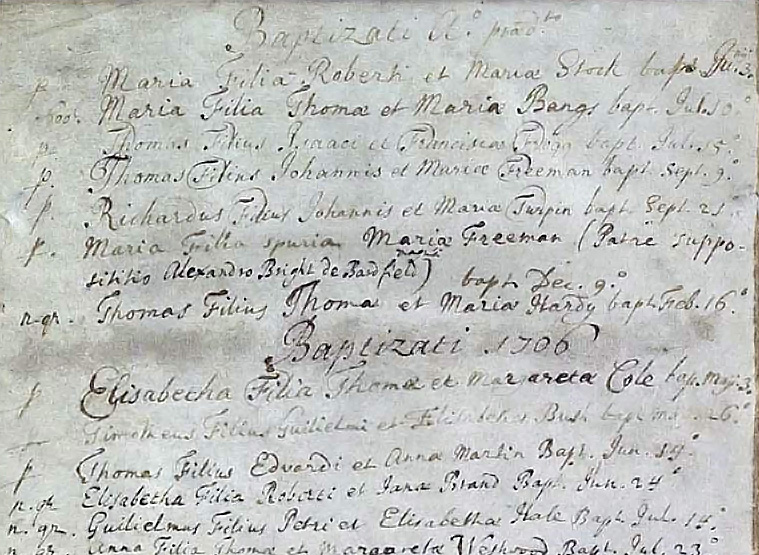
エセックス州ヘンプステッドにある、バプティスト教会区の名簿。1705年9月21日分のページにターピンの名前が記帳されている。

リチャード・"ディック"・ターピンは、エセックス州ヘンプステッドのブルー・ベル・イン（のちのローズ・アンド・クラウン）で、ジョン・ターピン（英: John Turpin）とメアリー・エリザベス・パーメンター（英: Mary Elizabeth Parmenter）との間に、6人きょうだいの5番目として生まれた。彼は1705年9月21日に、両親が10年以上前に結婚式を挙げた小教区で洗礼を受けた。
ターピンの父親は肉屋を営み、宿屋の主人としても働いていた。いくつかの記録から、ターピンが父親の2つの稼業を継いだことが示唆されている。たとえば10代の頃、ホワイトチャペルの村で肉屋の見習いとして働いていたことや、サクステッドで自身の肉屋を営んでいた記述がみられる。1739年に行われた裁判での証言によれば、彼は初等教育を受けており、日付の記録はないが、1725年頃にエリザベス・ミリントンと結婚している。見習いとして働いたのち、彼らはエセックス州バックハースト・ヒルに移り、そこで自身の宿屋を開業した。

## エセックス・ギャング団
ターピンは1730年代初頭にエセックスで鹿泥棒の一団に加わった。鹿の密猟はウォルサム・フォレスト区（英: The Royal Forest of Waltham）に蔓延しており、1723年にはこの問題を解決すべく「ブラック・アクト」 (Black Act) が法律化された（この呼称は、森で黒装束を着たり、変装して顔を隠すことが禁止されたことから来ている）。鹿に乗った強盗は違法行為であり、民事法廷ではなく治安判事のもとで裁かれた。1737年まで、この罪に課せられた最も重い刑は7年の追放令であった。しかし1731年に、7人の御料林管理官が盗賊の犯罪増加を深刻視し、彼らへの憂慮を示す宣誓供述書を作成した。この供述書は初代ニューカッスル公爵トマス・ペラム＝ホールズ宛てに提出され、彼は盗賊の身元を知らせた者に10ポンドの賞金を与え、仲間を告発した盗賊には恩赦を加えることを約束した。ところが、脅迫状の後看守が家族もろとも殺されるなど残虐な行為が続いたため、1733年に賞金は50ポンドに増額された（2023年の9,923ポンドに相当）。
エセックス・ギャング団（グレゴリー・ギャングとも呼ばれる）にはサミュエル・グレゴリー、その兄弟のジェレミアとジャスパー、ジョセフ・ローズ、メアリー・ブレイジアー（ギャング団の盗品売買者）、ジョン・ジョーンズ、ロマス・ラウデンと少年のジョン・ウィーラーが所属しており、彼らは鹿を始末する人手を欲しがっていた。若き日のターピンはこの界隈で肉屋の仕事をしており、彼らと繋がりがあったことはほぼ間違いないと考えられている。ギャングの財の換金はターピンをかき立てたのか、1733年までに彼は肉屋の仕事を辞め、パブを経営するようになった（このパブは、ロンドン、クレイ・ヒルにある「バラと冠」（英: The Rose and Crown）が最有力視されている）。ターピンが窃盗に直接関わったことを示す証拠は存在しないが、1734年の夏までにはギャング団と深く関わり、その後暫く彼らと顔を付き合わせていたことが覗える。

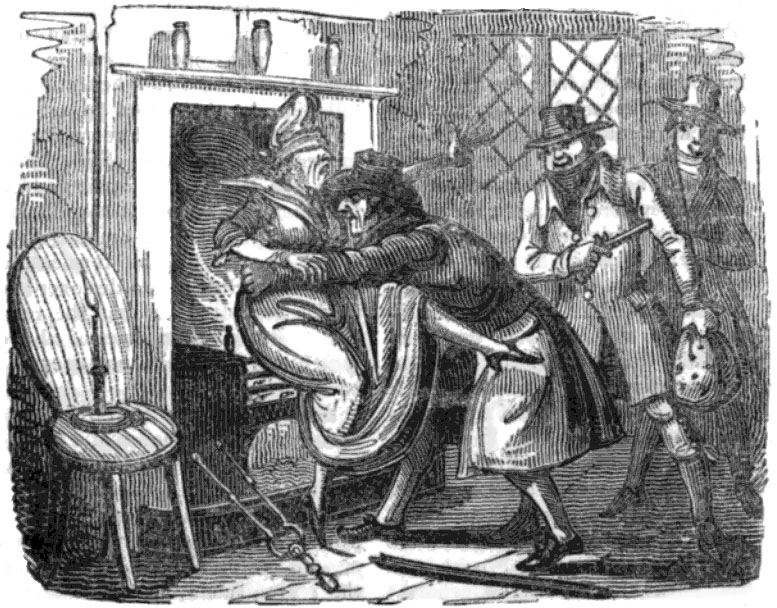
ニューゲート・カレンダーに載せられたラフトンでの襲撃事件のイラスト（19世紀作）

1734年10月までにギャング団の何人かが逮捕されたり逃亡し、残りの団員は密猟をやめ、ウッドフォードで蝋燭や食料雑貨を売っていた商人ピーター・スプリットの家を襲撃した。この事件の犯人の身元は分かっていないが、ターピンが関わっていた可能性がある。2日後にも再びウッドフォードを訪れ、ロンドン塔の武器庫で小火器を作る家具商の紳士、リチャード・ウールリッジの家を襲った。12月には、ジャスパーとサミュエルのグレゴリー兄弟、ジョン・ジョーンズ、ジョン・ウィーラーはチンフォードで行商人ジョン・グラッドウィンとジョン・ショックリーの家を襲った 。12月19日、ターピンは5人の男と共に、300ポンドの財産があるとされていたバーキング出身のアンブローズ・スキナーという73歳の農場主の家を襲撃した。
2日後、ターピンを除いたギャング団のメンバーが、エッピング・フォレストで猟場番人ウィリアム・メイソンの家を襲った。略奪の間にメイソンの使用人は逃げ延びたが、約1時間後に数人の近隣に住む人々とともに戻ってみると、家は荒らされ、盗賊は姿を消していた。1735年1月11日、ギャング団はチャールトンのサンダース家を襲撃した。1週間後にクロイドンでシェルドンという紳士の家を略奪した時、ターピンは仮面を被りピストルを構え、4人の仲間を従えて現れた。同じ月には、同じギャング団と考えられる2人の男が牧師であるダイドの家を襲った。牧師は留守であったが、男たちは下男の顔を「野蛮なやり方で」（英: "in a barbarous manner"）切りつけた。ほかにも、1735年2月1日には、エセックスのラフトンで残酷な襲撃事件を起こしている。

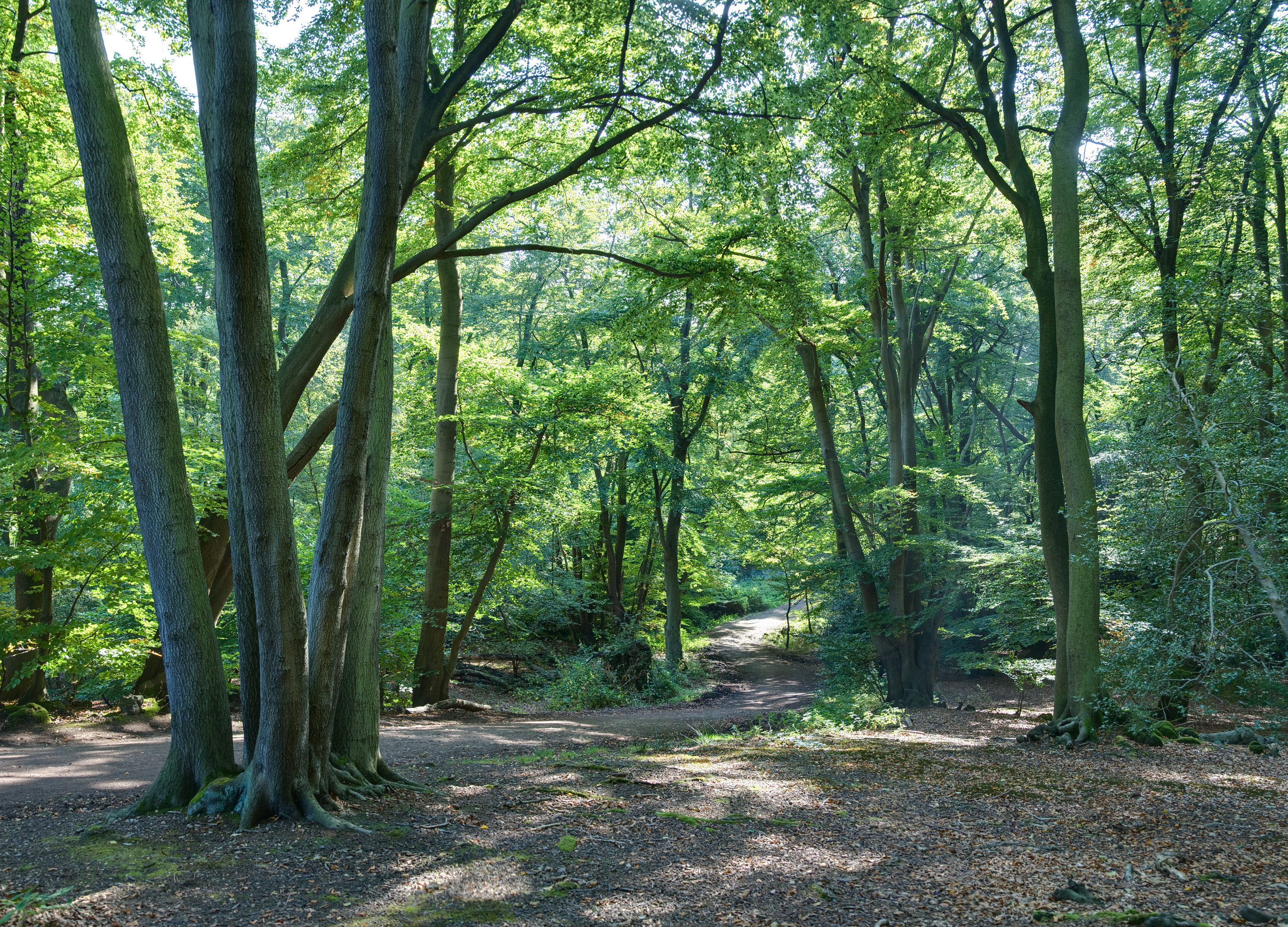
エッピング・フォレストはエセックス・ギャング団がよく出没する場所であった。

ギャング団はロンドン市街または近郊に住んでいた。ターピンは暫くホワイトチャペルに住み、その後ミルバンクに引っ越した。1735年2月4日、ターピンはロンドンのブロードウェイにある宿屋でジョン・フィールダー、サミュエル・グレゴリー、ジョセフ・ローズ、ジョン・ウィーラーと会談した。彼らはエッジウェアでアールスベリー農場（英: Earlsbury Farm）を営むジョセフ・ローレンスの家に押し入る計画を立てた。その日の午後遅く、道すがら2度、飲食に立ち寄ったのち、羊飼いの少年を捕らえ、ピストルを手に家へと押し入った。2人の女中を縛り上げ、70歳の農場主に容赦なく暴力を振るった。彼らは農場主の半ズボンをくるぶしまで引っ張り、家の中を引きずり回したが、ローレンスは財産の隠し場所を教えまいと拒んだ。ターピンはローレンスの尻を露出させるとピストルで殴打してひどい打撲を負わせ、ギャング団のほかの仲間はピストルで彼の頭を殴りつけた。彼らは窯の水をローレンスの頭にぶちまけ、尻を露わにして火の上に座らせ、鼻と髪をつかんで家じゅうを引きずり回した。グレゴリーは女中の1人を上階に連れていき強姦した。そこまでしたにもかかわらず、ギャング団は30ポンド以下の儲けしか手に入らずに立ち去ることとなった。
3日後、ターピンはローレンス家襲撃犯にウィリアム・サンダースとハンフリー・ウォーカーを加え、メリルボンにある農家を襲ったが、その襲撃でも90ポンド足らずの利益しか得ることができなかった。翌日、ニューキャッスル公はウッドフォードで起こった2件の強盗と、シェリー未亡人およびダイド神父が被害に遭った強盗に関わる「複数の人物」を捕えるため、手がかりとなる情報を提供した者に50ポンドの賞金を与えると約束した。2月11日には、フィールダー、サンダース、ウィーラーが逮捕された。この逮捕に関しては2つの記録が残っており、1つはギャング団がローレンス家を略奪しに行く道中で酒場に寄ったこと、その主人が2月11日当日にブルームスベリーの酒場の外に馬がまとめて留められているのを見つけたと示している。彼はローレンス家の襲撃の前に同じ男たちの一団が同じ馬を自分の店に留めていたことに気づき、教会区の治安官 (Parish constable) に知らせた。もう一方の記録には、ギャング団のうちの2人がジョセフ・ローレンスの使用人に見抜かれたと書かれている。そして、残りの3人は、1人の女（おそらくはメアリー・ブレイジアー）と共に飲んでいるところを素早く逮捕され、投獄された。当時わずか15歳だったウィーラーはすぐに仲間を裏切り、まだ逮捕されていない仲間について供述し、それが広く報道された。ロンドン・ガゼット（英国政府官報）には、ターピンは「肉屋リチャード・ターピンは、背は高く溌剌とした男で、天然痘の痕が目立つ。26歳前後、身長5フィート9インチ。かつてホワイトチャペルに住み、最近はウェストミンスターのミルバンク周辺に宿をとっていた。青みがかった灰色のコートを着ており、鬘は着用していない」と書かれている。

## エセックス・ギャング団の解体

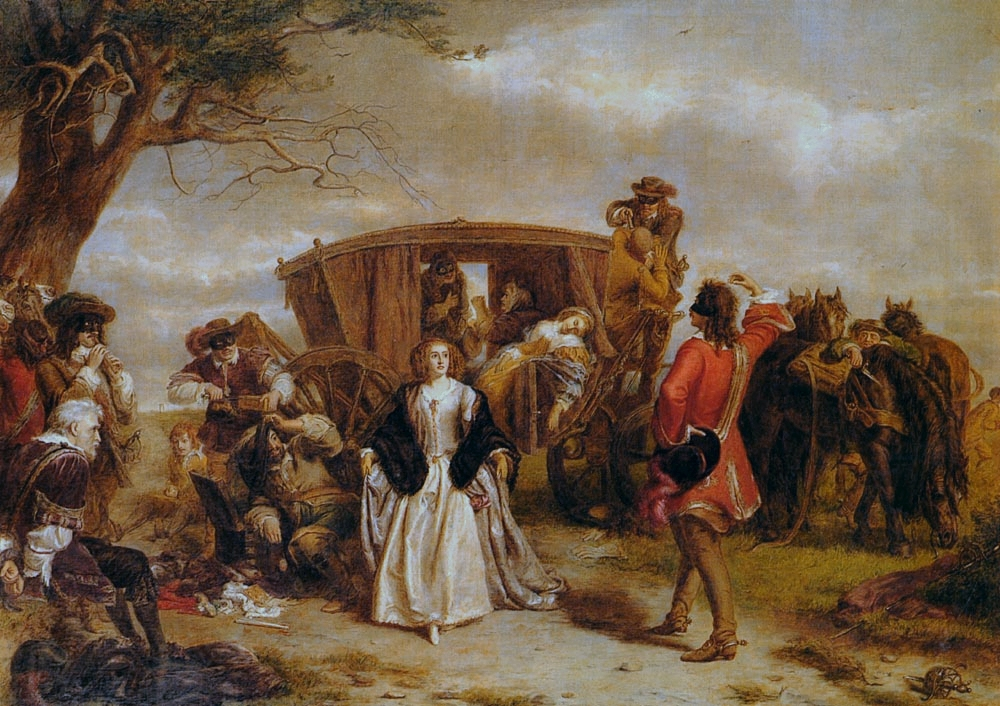
ウィリアム・パウエル・フリスによって1860年に描かれた絵画『クロード・デュヴァル』。追い剥ぎによる略奪がロマンティックに描かれている。

ウィーラーの供述が出回ると、ギャング団のほかの団員は縄張りから逃亡した。ターピンはグレゴリーほか仲間たちにウィーラー逮捕を知らせ、ウェストミンスターに逃れた。1735年2月15日、ウィーラーが当局への供述を進めている間、「3、4人の男」（サミュエル・グレゴリー、ハーバート・ヘインズ、ターピンとされ、トマス・ローデンの参加も考えられる）がチンフォードでセント・ジョン夫人の家を略奪した。その翌日、ターピン（とローデン）はグレゴリー、ヘインズと仲間割れし、家族に会うためヘンプステッドへ向かった。2月17日にグレゴリーとヘインズがエセックス・デブデンの酒場に立ち寄り、1泊しようとして羊の肩肉を注文したことから、2人はターピンを探しに行ったのではないかとされている。しかし、パルマーという人物が2人を見つけ、教会区の治安官に報告した。騒ぎの末、2人は逃げおおせた。彼らはターピンと再び徒党を組み、ウッドフォードに戻る前に、ジョーンズとローデンと共にグレイヴゼンドへ向かった。2月下旬にウッドフォードで新たな強盗があったことが報告されており、これはグレゴリーとその仲間による仕業である可能性があるが、逃亡に使うほとんどの道路は遮断され、当局が目を光らせる中、エセックス・ギャング団の残りのメンバーはエッピング・フォレストで鳴りを潜めていた。
フィールダー、サンダース、ウィーラーの逮捕から6日後、ターピンと仲間たちがグレイヴゼンドから戻ってくる最中に、ローズ、ブレイジアー、ウォーカーがウェストミンスターの雑貨屋でパンチを飲んでいるところを逮捕された。フィールダー、ローズ、サンダース、ウォーカーの裁判は、ミドルセックスの四季裁判所 (Middlesex Quarter Sessions) で1735年2月26日から3月1日まで行われた。そこでターピンとグレゴリーも住居侵入罪で告発された。ウォーカーはニューゲート刑務所に収監中に死亡したほか、ほかの3人は3月10日にタイバーンで絞首刑にされ、死体が腐敗するまでエッジウェア・ロードで晒された。ウォーカーの死体は鎖に巻かれて吊るされた。絞首刑の2日前、イースト・シーンの酒場から届いた「4人の容疑者」についての報告が新聞記事に掲載され、その中でグレゴリーとその仲間とおぼしき人物が廟刺されている。しかし、残りのエセックス・ギャング団員については、3月30日にそのうちの3人がサフォーク伯の使用人の馬を盗もうとして失敗するまで報道されなかった。ターピンは4人の仲間と別の強盗事件に関与し、この件は3月8日に報道された。その間にジャスパー・グレゴリーが逮捕され、3月下旬に処刑された。彼の兄弟はウェスト・サセックスのレイク（英: Rake）で4月9日に乱闘の末逮捕されたが、その騒動の中でサミュエルは剣で鼻の先を削がれ、ジェレミーは足を撃たれている。ジャスパーはウィンチェスター監獄で死亡し、サミュエルは5月に裁判にかけられ、6月4日に処刑された。彼の死体はその後、ほかの仲間と共にエッジウェアで鎖に巻かれて吊るされた。メアリー・ブレイジアーはアメリカの13州植民地に流刑となった。ハーバート・ヘインズは4月13日に逮捕され、8月に処刑された。かつての仲間の所業を白状していたジョン・ウィーラーは釈放されたが、1738年1月にハックニーで死亡した。死因は記録されていないが、自然死とみなされている。

## ハイウェイマン（追い剥ぎ）
エセックス・ギャング団が当局によって解体されてから、ターピンは代わりに、彼の最も有名な所業であるハイウェイマンを開始した。4月10日と12日にも盗みを働いた可能性があるが、最初に追い剥ぎ容疑がかかったのは、7月10日に、「肉屋ターピン」と「白鑞（）職人」トマス・ローデンの2人組が起こした事件に対してである。数日後、2人はエッピング・フォレストを襲撃し、サザーク出身の男の所持品を略奪した。彼らの首に100ポンドの賞金が追加される中、彼らは1735年後半にかけて略奪活動を続けた。8月にはバーンズ・コモンで馬車に乗った5人を襲い、そのすぐ後にパトニーとキングストン・ヒルの間でほかの馬車を襲撃した。8月20日にはハウンズロー・ヒースでゴドフリーという男から6ギニーと札入れ1つを盗んだ。追っ手から逃れるため、彼らはハートフォードシャーのブラックヒースを経由してロンドンへ戻っている。2人は12月5日にウィンチェスターで目撃されたが、12月後半にジョン・ジョーンズが逮捕されると2人は関係を絶った。ローデンは以前、にせ金づくりで有罪判決を受けたことがあるが、1736年7月にダニエル・クリスプと名を偽って偽造通貨を流したことで再び罪に問われた。クリスプの本名は最終的に知られるところとなり、1738年6月に流刑となった。ジョーンズもまたアメリカ13州植民地へ流罪となった。
1736年のターピンの活動についてはほとんど知られていない。多くの目撃情報からホラント（オランダの西部地域）へ旅をしたのではないかとされているが、名を偽って人々の前から姿を消していたともいわれる。しかし1737年2月、彼は妻とそのメイド、そしてロバート・ノットという男とともに、ハートフォードシャー・パッカリッジで1泊している。ターピンは手紙で略奪の打ち合わせ日時を決めようとしていたが、その手紙は当局の手に渡った。ターピンが敵の目をかいくぐってケンブリッジへ逃げようとしている間に、ほかのメンバーは「危険なならず者としての暴行容疑と公道上での窃盗」の罪で逮捕された。彼らはハートフォードの監獄に収監され、その後、女性たちは無罪となった（またノットは次の巡回裁判で釈放された）。3月後半には、ターピンが珍しくも1人で行商人の一団を襲ったと報告されたが、同月にはほかの2人の追い剥ぎ仲間、マシュー・キング（のちにトム・キングの間違いと分かった）とステファン・ポッターとともに窃盗を働いていると報道されている。3人は1737年3月から4月にかけての一連の窃盗事件の罪に関与していたが、この関係はキング（資料によってはターピンともいわれる）がウォルサム・フォレストの近くで馬を盗んだことで突然終了した。レイトンストーンのグリーン・マン宿（英: The Green Man public house）の主人で馬の飼い主のジョセフ・メイジャーは、リチャード・ベイズに窃盗被害を届け出た。ベイズ（のちにターピンの伝記を書いた人物）はホワイトチャペルの「赤獅子亭」（英: The Red Lion、レッド・ライオン、ロンドン各地にみられる酒場の名称）」まで馬の後を追った。メイジャーは自分の馬を見つけたが、夕方遅い時間で馬も「新しい飼い主」の元にいなかったため、彼らは寝ずの番をすることに決めた。ジョン・キング（マシュー・キングの兄弟）が夜遅くに現れ、潜んでいた彼らと地元の治安官によってすぐに逮捕された。ジョン・キングはそばで待っていたマシュー・キングの居場所を彼らに教えた。乱闘の末、キングは撃たれて重傷を負い、5月19日に死亡した。ポッターはのちに逮捕されたが、証拠不十分で釈放となった。

## 運命を変えた殺人

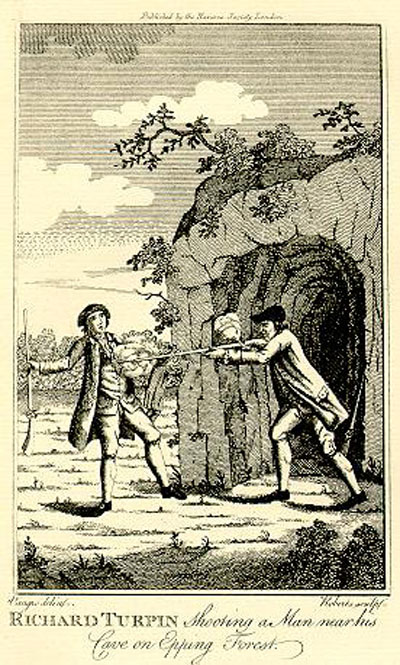
エッピング・フォレストでのトマス・モリスの殺害

マシュー・キングの死に関するベイズの供述の多くは脚色されている可能性がある。ターピン自身の供述も含め、いくつかの記録では、1737年5月に実際何が起こったか異なる記述がみられる。初期の記事にはターピンがキングを撃ったと書かれているが、翌月に発行された同じ新聞はこれに対抗し、ベイズが致命傷を負わせたとしている。いずれにせよ、キングの殺害はその後のターピンの人生を大きく左右する事件となった。ターピンはエッピングの森の隠れ家 (Turpin's Cave) に行ったが、森の管理者の召使いトーマス・モリスに見つかった。5月4日、ピストルで武装しターピンを捕らえようとしていたモリスを、ターピンはカービン銃で射殺した。その殺害の様子が『ジェントルマンズ・マガジン』に記載されている。
また複数の新聞が、5月6日・7日にターピンがエッピング近郊で2度の強盗を行ったと示唆している。ターピンはまた、自分の馬を失ったとも考えられている。これは、5月7日に、エリザベス・キングという女性が「赤獅子亭」でマシュー・キングが残した2頭の馬を手に入れようとしているためである。その馬は「追い剥ぎ」が所持していた疑いがあり、キングは逮捕されて聴取を受けていたが、刑罰を受けることなく釈放された。モリスの殺害でターピンの名は知れ渡り、逮捕に200ポンドの賞金がかけられた。

## ジョン・パルマーとして
1737年6月頃、ターピンはジョン・パルマー（またはパーメン、英: John Palmer/Parmen）と名を偽ってイースト・ライディング・オブ・ヨークシャーのブラフの船着き場から船に乗った。イースト・ライディング・オブ・ヨークシャーとリンカンシャーという2つの歴史的カウンティに挟まれたハンバー川を渡りながら、馬を売る商人のふりをして時折、地元の紳士とともに狩りをしていた。1738年10月2日、道端で闘鶏の相手の鶏を撃ち殺し、ジョン・ロビンソンによって押さえつけられている間に、ターピンは彼も撃つと脅した。そこでイースト・ライディングの治安判事3人（ジョージ・クロール（George Crowle、キングストン・アポン・ハル選出の国会議員）、ヒュー・ベセル、マーマデューク・コンスタブルがブラフに派遣され、この事件の供述録取書を受け取った。彼らはターピンに謹慎処分 (Binding over) を負わせようとしたが、ターピンは要求された保証金の支払いを拒否し、ベヴァリーの更生施設 (House of correction) に入れられた。ターピンはベヴァリーまで教会区の治安官ケアリー・ジルに連行された。どういうわけか彼は逃亡を図らなかった。バーロー（1973）では、ターピンはこの時、人生の失敗を感じて絶望していたのではないかと推測されている。
この事件について詳細に記録を残した、イースト・ライディングの治安判事裁判所書記官 (Clerk of the Peace) ロバート・アプレトンは、3人の治安官は「パルマー」が犯罪で生活していたのではないかと疑い、どうやって金を稼いでいたのか尋ねたことを記録している。ターピンは自分のことを、借金に苦しむ肉屋でリンカンシャー・ロング・サットンの家から借金を踏み倒して逃げてきたのだと説明した。そこでロング・サットンの治安官（デラメアという名だとされる）に連絡を取ったところ、ジョン・パルマーはそこで9か月間住んでいたが、羊を盗んだ容疑をかけられ、地元の勾留所から逃亡したことが確認された。デラメアはパルマーが追い剥ぎではないかとも疑い、それを証明する供述録取書をいくつか揃えると、3人の治安判事にターピンを勾留したままにするようを進言した。治安判事たちは、パルマーを更生施設に入れておくには事件が重大すぎると判断し、パルマーの保証人にヨークの巡回裁判に来てもらうよう要求した。ターピンはこれを拒否し、10月16日にヨーク城に拘束された。
馬による追い剥ぎは、1545年に死刑に値する罪となった。17世紀から18世紀にかけて、財産の権利を侵す犯罪は最も厳しく罰せられており、200の資本法令のほとんどは財産侵害に関するものだった。暴力を伴う窃盗は「死刑の次に重い犯罪（比較的少数の犯罪）で、最も厳しい方法で罰せられる」（英: "the sort of offence, second only to premeditated murder (a relatively uncommon crime), most likely to be prosecuted and punished to [the law's] utmost rigour"）とされた。ターピンはパルマーとして名を偽っている間にも、何度か馬を盗んだ。1737年7月、ターピンはリンカンシャー・ピンチベックで馬を盗み、ヘンプステッドの自分の父親を訪ねるのに使った。ターピンがブラフに戻る時（道中、3頭の馬を盗んだ）、彼は父親に去勢馬を残していった。ジョン・ターピンの息子の身元はよく知られており、その馬の持ち主もすぐに明らかになった。1738年9月12日、ターピンの父ジョン・ターピンはエセックスの牢に馬の窃盗の罪で投獄されたが、脱獄を防ぐことに協力したことで刑は1739年5月5日に免除された。その約1か月後、「パルマー」はヨーク城に移され、ターピンに盗まれた3頭の馬の持ち主トーマス・クリーシーは馬たちを取り戻すことができた。ターピンは、この馬盗みが原因となって裁判にかけられることになった。
ターピンは牢獄の部屋でヘンプステッドに住む義理の兄ポンパー・リヴァーナル（英: Pompr Rivernall）に手紙を書いている。リヴァーナルはターピンの姉ドロシーの夫だった。手紙は地元の郵便局に保管されていたが、リヴァーナルはヨークの郵便局の切手が貼られているのを見て、「ヨークに知り合いはいない」と郵便料金の支払いを拒否した。リヴァーナルは郵便料金を支払いたくなかっただけという可能性もあるが、ターピンの事件に関わり合いたくなかったということも考えられている。そして手紙はサフロン・ウォールデンの郵便局に送られ、ターピンに読み書きを教えたジェームズ・スミスが彼の筆跡だと鑑定して、治安判事のトーマス・スタビングに通報した。スタビングはその手紙の郵便料金を払い開封してから、ヨーク城に向かい、2月23日にパルマーはターピンであることが確認された。スミスは、トーマス・モリス殺害の後にニューカッスル公がかけた賞金の、200ポンド（2023年の40,387ポンドに相当）を受け取った。

## 裁判

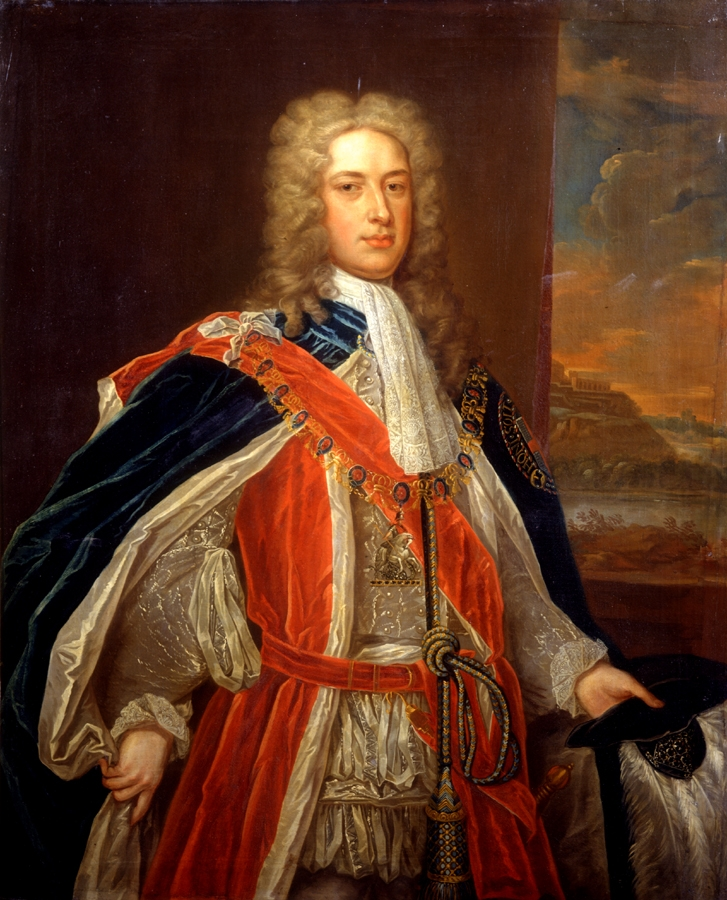
トマス・ペラム＝ホールズ (初代ニューカッスル公)。ターピンはロンドンで裁判にかけられるべきだと強く主張した。

裁判が行われるべき場所についてはいくつか問題があり、特にニューカッスル公は彼の裁判をロンドンで行うべきだと主張したが、結局ヨークの巡回裁判で行われることになった。訴訟手続きは冬の巡回裁判が始まってから3日後の3月22日に始まった。ターピンはクリーシーの3ポンド相当の雌馬、20シリング相当の仔馬、3ポンド相当の去勢馬を盗んだ罪に問われた。起訴状には、犯罪は1739年3月1日にイースト・ライディング・オブ・ヨークシャーのウェルトンで起こったと書かれ、ターピンは「ジョン・パルマー、またの名をポウマー、またの名をリチャード・ターピン。最近までヨーク州ヨーク城の労働者であった」（英: "John Palmer alias Pawmer alias Richard Turpin ... late of the castle of York in the County of York labourer"）と記述されている。実際の犯罪はウェルトンではなく、隣接するリンカンシャーのヘッキントンで、しかも3月ではなく8月に起こっているので、厳密に言うとこの告発状にはミスが存在する。
裁判長は、古参で尊敬を集める、60代前半の裁判官ウィリアム・チャプルが務めた。告発は王室顧問弁護士のトーマス・プレイスとリチャード・クラウル（ジョージの兄弟）によって進められ、ヨークの住民であるトーマス・カイルがこれを記録した。ターピン側に法廷弁護士はいなかったが、この時代のイギリスでは被告人に法的な代理人を立てる権利はなく、被告の権利は裁判長の手に委ねられていた。法廷に立った7人の証人の中には、トーマス・クリーシーと、ターピンの筆跡を確認したジェームズ・スミスもいた。ターピンは告発人への質問はほとんどせず、クリーシーに尋ねることはないかと聞かれたときには「何も言えない。今日来てほしかった証人はここにはいない。予想はしていたがな。閣下、俺の裁判を別の日に延ばしてくれよ」と発言し、スミスについて尋ねられた時には彼のことを知らないと主張した。ターピン自身の行いについては、雌馬と仔馬はヘッキントン近郊の宿屋の主人から購入したものだと語った。パルマーという偽名を使うことになった理由は、パルマーは母親の旧姓であると繰り返した。リンカンシャーに来る前の自身の名前について裁判官に尋ねられると、彼は「ターピン」だと言った。法廷を出ることなく、陪審員にはターピンが最初の罪である雌馬と仔馬の窃盗について有罪であることがわかり、それに続く告発で去勢馬の窃盗の罪も明らかになった。裁判の間中、ターピンは自分の弁護の準備をする時間がなかったこと、自分側の証人を呼ぶまで告発を遅らせてほしいこと、そして裁判はエセックスで開かれるべきであることを繰り返し主張した。判決が下る前、裁判官がターピンに死刑を免れるに値する理由があるかを問うたところ、ターピンは「そりゃあ難しいな、閣下。だって俺には自分の弁護の準備ができなかったんだから」と言った。それに対して裁判官は「なぜできなかった？巡回裁判が開かれる時期はここにいるすべての人々同様、君も知っていたはずだろう」と答えた。裁判はエセックスで開かれるべきであるというターピンの請願に対して裁判官は「君にそう言うように教えた人は罪深い。我が国は君が死に値する罪を背負っていることを証明したのだから、君に判決を下すのは私の役目だ」と答えて死刑を宣告した。

## 処刑

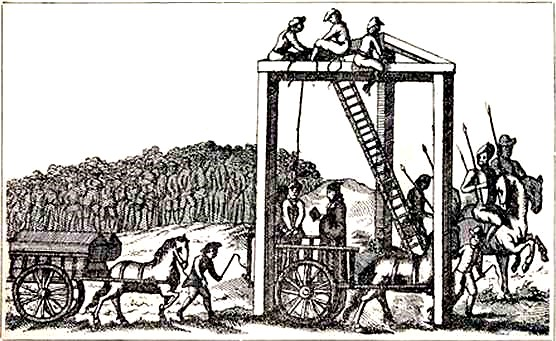
タイバーンの絞首台は、ヨークにあった絞首台とほぼ同じ設計だった。

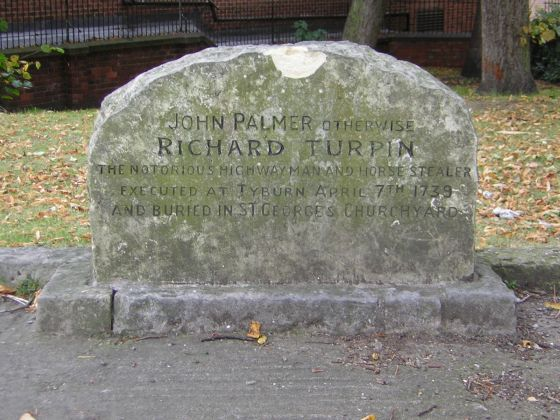
ヨーク・フィッシャーゲートにあるこの墓石は、ターピンの墓の場所を表していると噂されている。

処刑前のターピンは、地元の牧師による「真剣な諌言と訓戒」を拒んだ一方で、頻繁に訪問客を受けていた（看守はターピンと訪問客に飲み物を売って100ポンド稼いだといわれる）。父ジョンも息子へ手紙を送った可能性があり（しかしこの手紙の信憑性には疑義が存在する）、3月29日付けで、「お前の犯した様々な法に背く行為について神に許しを請いなさい。キリストとともに処刑された泥棒が最期の時に十字架の上で神の許しを得たように」と諭している。ターピンは新しいフロックコートと靴を買い、処刑の前日には5人の泣き屋を（5人合わせて）3ポンド10シリングで雇った。1739年4月7日、泣き屋が付き添う中、ターピンとジョン・ステッド（馬の窃盗犯）は、荷車でヨークからナヴェスミア（絞首台があったロンドン・タイバーンと同様の役割を担っていた）まで引き回された。ターピンは「ひどく厚かましく振舞い」、「すれ違う見物人に頭を下げた」。彼は絞首台への梯子を黙って登り、処刑執行人に話しかけた。ヨークには職業としての絞首刑執行人がおらず、囚人に向かって処刑執行人の役目を行うことの許しを請うことが習慣であった。このとき、処刑執行人として許しを乞うたのは仲間の追い剥ぎ、トーマス・ハドフィールド（英: Thomas Hadfield）であった。1739年4月7日付けの『ザ・ジェントルマンズ・マガジン』の記事には「ターピンは剛胆に振舞った。梯子を上る間に右足が震えているようだったが、絞首刑執行人に二言三言話しかけ、身を投げ出し、5分後には死んでいた」と、ターピンのあつかましさが書かれている。
ショート・ドロップ（英: Short drop、死刑囚の首にロープを巻き付けて短い距離を落下させ、窒息死させる絞首刑）の方法は、死刑囚がゆっくりと窒息死することを意味しており、ターピンは午後遅くまで吊るされた後、切り落とされキャッスルゲートの宿屋に運び込まれた。翌朝、遺体はフィッシャーゲートの聖ジョージ教会 (St George's Church, Fishergate) の墓地へ埋葬された。ターピンの遺体は、埋葬後の火曜日に死体盗掘人に盗まれたと報じられている。当時、医学教育における解剖用に死体盗掘が行われることは珍しくなく、この行動はヨークの当局に黙認さえされていた。しかしながら、行動自体は一般的には悪事であり、ターピンの遺体を盗んだ盗掘人は、遺体もろともすぐに治安部隊に逮捕された。遺体は取り戻され再び埋葬されたが、この時はおそらく生石灰が使われたと考えられている。墓石の信憑性については今も疑問が残るが、ターピンの遺体は、今も聖ジョージ教会の墓地に埋葬されていると言われている。

## 現代の見方

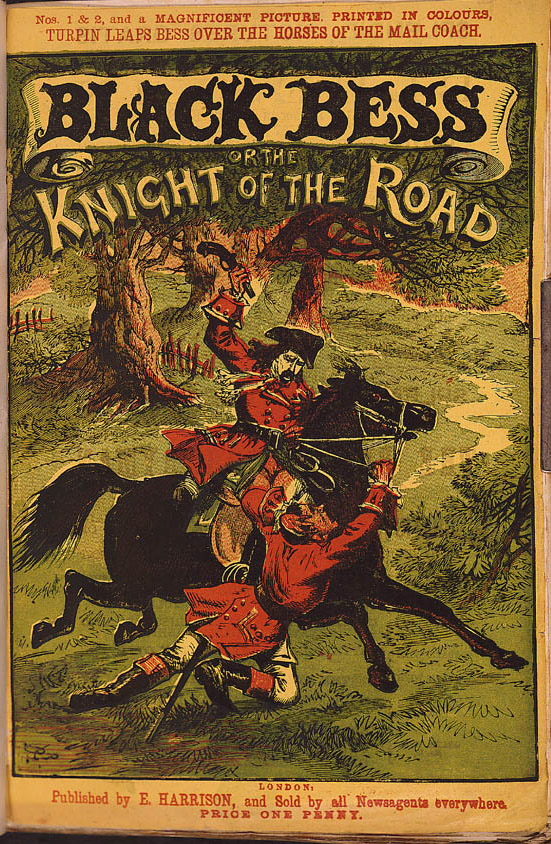
1866年から1868年にかけてのペニー・ドレッドフル『ブラック・ベスと街道の騎士』

ターピン伝説はリチャード・ベイズの "The Genuine History of the Life of Richard Turpin"（1739年）に依るところがあるが、これは大衆の興味を満足させるため、裁判の後すぐに虚実織り交ぜて作られたものである。死刑囚の発言、犯罪者の伝記、裁判を題材にした文学は17世紀後半から18世紀初頭にかけての流行であり、現代小説の先駆けとして大衆に向けて書かれ、「歴史上に現れた乞食たちの比較として作られた」。このような文学はニュースとしてや「一般的に犯罪、刑罰、罪業、救済、地方政府の機能、社会的・道徳的な罪が語られ論じられる公開討論」として機能した。
ベイズによる報告は憶測も含まれている。たとえばターピンがエリザベス・ミリントンではなく、パルマーという女性と結婚したという彼の主張はほぼ間違いなく誤りで、ターピンが結婚した日付も、1739年には結婚して11年か12年経っていたというベイズの主張のみに基づいて語られており、実際には証拠となる書類は残されていない。エセックス・ギャング団が起こした強盗に関わったと彼が主張する人物の中には、当時の新聞に一度も書かれていない人名も含まれており、デレク・バーローによれば、これはベイズが彼の作った物語を脚色したことを示している。ベイズが描いたターピンと「追い剥ぎキング」との関係はほぼ確実に作り話である。ターピンは1734年にはすでにマシュー・キングと知り合いで、1737年2月にはキングと行動を共にしてはいるが、「追い剥ぎの紳士」の物語はおそらくベイズが事件を回顧した際にエセックス・ギャング団の末路と結びつけるために作ったものである。バーローはまた、トーマス・カイルの1739年に出版された書籍に書き添えられた、ターピンの死体盗掘事件に関する記述についても、「ほとんど尊敬に近い美しさで語られている」ため、その出所に疑問が残ると考えている。
ターピンの生前の肖像画はなく、悪名高いがすぐれた重要人物ではないため後世に残されるほどではないと考えられていた。1739年に出版されたベイズの作品には洞窟に隠れた男が版画で描かれており、それがターピンではないかと言われているが、現存するターピンの描写で最も実像に近いものはジョン・ウィーラーの「はつらつとした男で、天然痘の痕が目立つ。身長5フィート9インチ。青みがかった灰色のコートを着、明るい色の髪を持つ」という供述である。このような報告に基づき、2009年に、ヨークのキャッスル・ミュージアムは、E-FIT（en、電子的顔面同定技術）によって作られたターピンの顔を公開した。
ターピンの名を最も有名にしたのは追い剥ぎ業であるが、処刑前に報告された彼の追い剥ぎに関わる犯罪は、1737年6月に大判の高級紙に掲載された「ニュース：アイルランドへの逃亡をはかった偉大なるターピンの逮捕報告にどよめくロンドン」（英: "News news: great and wonderful news from London in an uproar or a hue and cry after the Great Turpin, with his escape into Ireland"）という記事のみである。呼び売り本の題材となったターピントと同世代の人物には、ジェームズ・ハインド、クロード・デュヴァル、ウィリアム・ネヴィソンなどがいるが、19世紀初頭に初めて物語化されて以来、現在でもよく知られているディック・ターピンには並ぶことも無い。しかしながら、よく知られているロンドンからヨークまで馬で駆け抜けたという話は、19世紀の作家ウィリアム・ハリソン・エインズワースが、ターピンの話に刺激を受けて潤色を加えつつ書いた小説『ルークウッド』（1834年）中の作り話である。エインズワースは物語の中でターピンを狂言回しとして登場させ、ほかの登場人物よりも生き生きと描いている。ターピンはパルマーという偽名で紹介され、のちに愛馬ブラック・ベスに乗って逃亡しなければならなくなる。ブラック・ベスは追撃の手を逃れたが、旅のストレスで遂には死んでしまう。この場面はもっとも読者を感動させ、ターピンは罪人としての人生を魅力的に見せる愛すべき登場人物として描かれたため、この物語はターピンを取り巻く現代の伝説の一部を形作った。画家のエドワード・ハルはエインズワースの作品を利用し、ターピンの所業の中で重要な6つの事件を描いた版画を公開した。
エインズワースの描いた、ターピンが雌馬ブラック・ベスに乗ってロンドンからヨークまで一晩で走り抜けた物語は、ダニエル・デフォーが1727年に書いた作品『グレートブリテン全島周遊記』 (A tour thro' the whole island of Great Britain) に収録された物語に起源がある。1676年にケント州で強盗を働いたウィリアム・ネヴィソンが、アリバイを作るためヨークまで馬を飛ばしたとされ、この話を書いたデフォーの描写が庶民の伝説となった。似たような物語がは、早くも1808年にはターピンをモデルに語られ、1819年には演劇になったが、エインズワースが想像した200マイル (320 km)を1日以内で走り抜けるという離れ業は不可能なものである。しかしながら、エインズワースの創作したブラック・ベスの伝説は、小説『ブラック・ベス』"Black Bess" や『街道の騎士』"The Knight of the Road" などで繰り返し語られ、1867年から1868年にかけて、254冊ものペニー・ドレッドフルが出版された。これらの物語中でターピンは、信頼する仲間クロード・デュヴァル、トム・キング、ジャック・ランを従えるヒーローとして描かれている。さらに、イギリスの犯罪をロマンティックに語るという伝統文化にならい、ターピンはあばたのある殺し屋から「路上の紳士で弱きものの見方」（英: "a gentleman of the road [and] a protector of the weak"）に変貌している。これらの作品は、最古の例である『ディック・ターピン』（1737年）など、ターピンを題材にした物語詩に反映されている。のちの物語詩では、18世紀のロビン・フッドに似せて「ターピンは捕まって裁判にかけられたが解放され、闘鶏で死んだ」とされている。
ターピンに関する物語は20世紀に入ってからも出版され続け、この伝説は演劇にもなった。1845年、脚本家のジョージ・ディブディン・ピットはターピンの人生で最も重要な「事実」を作り直し、1846年にはマリー・タッソーが マダム・タッソー蝋人形館のコレクションにターピンの蝋人形を加えた。1906年には、俳優のフレッド・ギネットが映画 "Dick Turpin’s Last Ride to York" を自作自演した。ほかにもいくつか無音映画が銀幕に登場し、脚色の中にはターピンがロビン・フッドに似せて現れるものもある。1974年にはシド・ジェームズはキャリー・オン・シリーズ (en) の映画 "Carry On Dick" (en) でターピンを演じ、ロンドン・ウィークエンド・テレビジョン (LWT) は、有名シリーズ『ディック・ターピン』でリチャード・オサリヴァンをターピン役に据えた。